# Rumford River
Rumford River är en liten flod som börjar med staden Mansfield och rinner ut i Norton Reservoir, genom staden Norton, i södra Massachusetts, USA. Ingår i Taunton Rivers avrinningsområde.